# William Whiting Boardman
William Whiting Boardman (* 10. Oktober 1794 in New Milford, Connecticut; † 27. August 1871 in New Haven, Connecticut) war ein US-amerikanischer Politiker. Zwischen 1840 und 1843 vertrat er den zweiten Wahlbezirk des Bundesstaates Connecticut im US-Repräsentantenhaus.

## Werdegang
William Boardman war der Sohn von Elijah Boardman (1760–1823), der von 1821 bis zu seinem Tod den Staat Connecticut im US-Senat vertrat. Der jüngere Boardman besuchte zunächst die Bacon Academy in Colchester und danach bis 1812 das Yale College. Nach einem Jurastudium und seiner Zulassung als Rechtsanwalt begann er ab 1819 in New Haven in diesem Beruf zu arbeiten. Im Jahr 1820 war er auch Protokollist im Senat von Connecticut. Außerdem wurde er Richter an einem Nachlassgericht.
Politisch war Boardman Mitglied der Whig Party. Zwischen 1836 und 1839 war er Abgeordneter im Staatsrepräsentantenhaus, dessen Speaker er zeitweise war. Nach dem Rücktritt des Kongressabgeordneten William L. Storrs wurde er bei der dadurch notwendig gewordenen Nachwahl im zweiten Distrikt von Connecticut als dessen Nachfolger in das US-Repräsentantenhaus in Washington, D.C. gewählt. Dort beendete er zwischen dem 7. Dezember 1840 und dem 3. März 1841 zunächst die von seinem Vorgänger begonnene Legislaturperiode. Da er aber auch die reguläre Wahl im Jahr 1840 gewonnen hatte, konnte er zwischen dem 4. März 1841 und dem 3. März 1843 eine vollständige Amtszeit im Kongress absolvieren. In dieser Zeit war er Vorsitzender des Ausschusses zur Verwaltung der öffentlichen Liegenschaften.
1842 verzichtete er auf eine weitere Kandidatur für den Kongress. In den Jahren 1845, 1849 und 1851 war er wieder Abgeordneter im Repräsentantenhaus von Connecticut; 1845 fungierte er auch wieder als dessen Präsident. Außerdem arbeitete Boardman bis zu seinem Tod im Jahr 1871 in New Haven als Rechtsanwalt.